# 호준
호준(胡遵, ? ~ 256년 7월 5일)은 중국 삼국시대 위나라의 장수로, 안정군 임경현 사람이다.

## 행적
호분(胡奮)과 호열(胡烈)의 부친으로, 정남대장군 왕창(王昶), 진남장군 제갈탄(諸葛誕)과 함께 삼정(三征)이라고 불렸다.
220년 ~ 223년 사이에 장기(張旣)에게 발탁되어 벼슬길에 올랐다.
233년, 안정군 국경지대 수비를 하고 있던 흉노의 우두머리 호박거자직이 반란을 일으키자, 사마의(司馬懿)로부터 명을 받아 호박거자직을 토벌하고 그를 참수했다.
234년, 제갈량(諸葛亮)이 10만의 군사를 이끌고 침공하자 곽회(郭淮)와 함께 양주를 방어해 제갈량의 진격을 막았다.
238년, 요동 지방의 군벌 공손연(公孫淵)이 반란을 일으키자 사마의가 직접 그를 토벌하기 위해 출발할 때 우금(牛金)과 함께 종군해 비연(卑衍) 등을 격파하는 공을 세운다.
252년, 정동장군으로 임명되었으며, 11월에 왕창, 관구검(毌丘儉), 제갈탄과 함께 오나라를 공격하면서 제갈탄과 함께 제갈각(諸葛恪)이 동흥에 쌓은 제방을 부교를 쌓는 등으로 공격했으며, 12월에 제갈각의 군사와의 싸움에서 한종(韓綜), 환가(桓嘉) 등이 전사하는 피해를 입는 등 패배했다.
255년, 관구검이 반란을 일으키자 사마사(司馬師)의 명을 받아 청주와 서주의 제군을 지휘해 초, 송 사이로 출병해 관구검군의 귀로를 끊었다.
256년 7월 5일, 병사했다.